# Ateliers d'ethnomusicologie
Pour les articles homonymes, voir ADEM.
Fondés à Genève en 1983, les Ateliers d’ethnomusicologie (ADEM) sont une association culturelle dédiée aux danses et musiques du monde. Les ADEM organisent des concerts et des festivals, des cours, des stages et des activités pour jeune public. Ils publient également les Cahiers d’ethnomusicologie et apportent leur soutien aux musiciens migrants vivant dans la région. Les ADEM bénéficient du soutien financier régulier de la ville.

## Histoire

### De 1974 à 1983, genèse d’un projet culturel
Faisant partie des membres fondateurs de l'Association pour l'encouragement de la musique improvisée (AMR), le musicien et ethnomusicologue genevois Laurent Aubert organise les premiers concerts de musiques et danses du monde dans le cadre des « Ateliers d'ethnomusicologie de l'AMR » en 1974.  Très vite, le champ d’action des Ateliers s’élargit grâce à leur rattachement au Comité pour les arts extra-européens (Extra-European Arts Committee, EEAC) en tant que membre régulier représentant la Suisse. Fondé en 1978, ce réseau a fonctionné jusqu’en 1995 et a permis l’accueil d’artistes et d’ensembles musicaux prestigieux dans le cadre de tournées européennes d’envergure.

### 1983, fondation des Ateliers d’ethnomusicologie

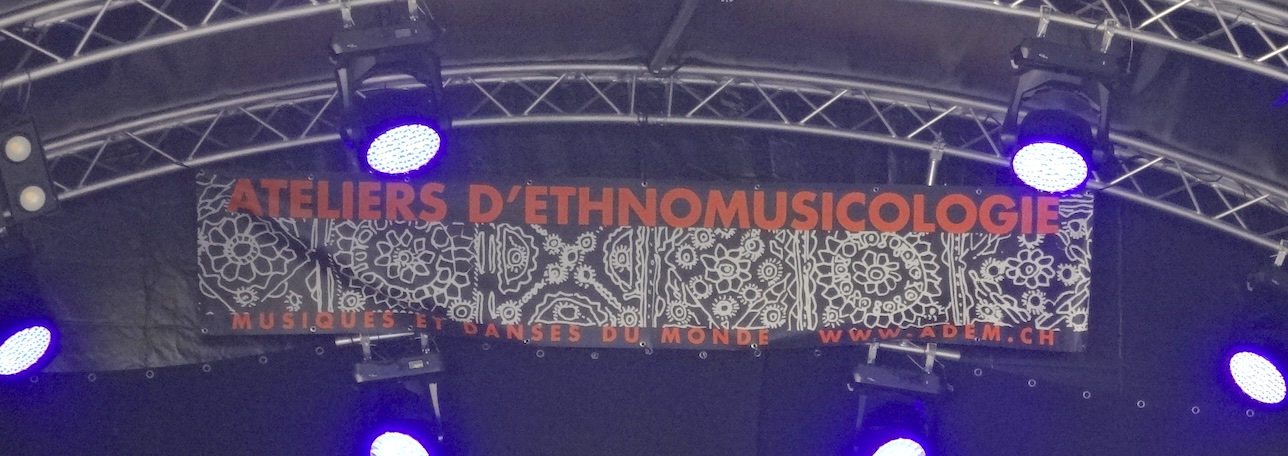
Banderole des Ateliers sur une scène de la Fête de la musique 2017.

Au fil des années, la divergence avec le courant jazz de l’AMR était de plus en plus sensible, tant sur le plan de la démarche que sur celui du public. En décembre 1983, afin de mieux affirmer leurs orientations propres, les ADEM se constituent en association indépendante. Cette autonomie est consacrée la même année par la ville de Genève, qui accorde aux ADEM une subvention annuelle et leur donne les moyens de leur développement.

### 1995, Fête de la diversité
1995 a été une année marquante pour le rayonnement des ADEM. Déclarée « Année de la diversité » par le Département de la culture de la Ville de Genève, cette année a culminé en une grande « Fête de la diversité » d’une semaine programmée en juin. La programmation en a été confiée aux ADEM, qui ont engagé pour l’occasion 75 ensembles musicaux de 60 nationalités différentes. Ce grand festival gratuit a attiré un public estimé par la presse régionale à plus de 100 000 personnes.

### 2015, prix Culture et société de la ville de Genève

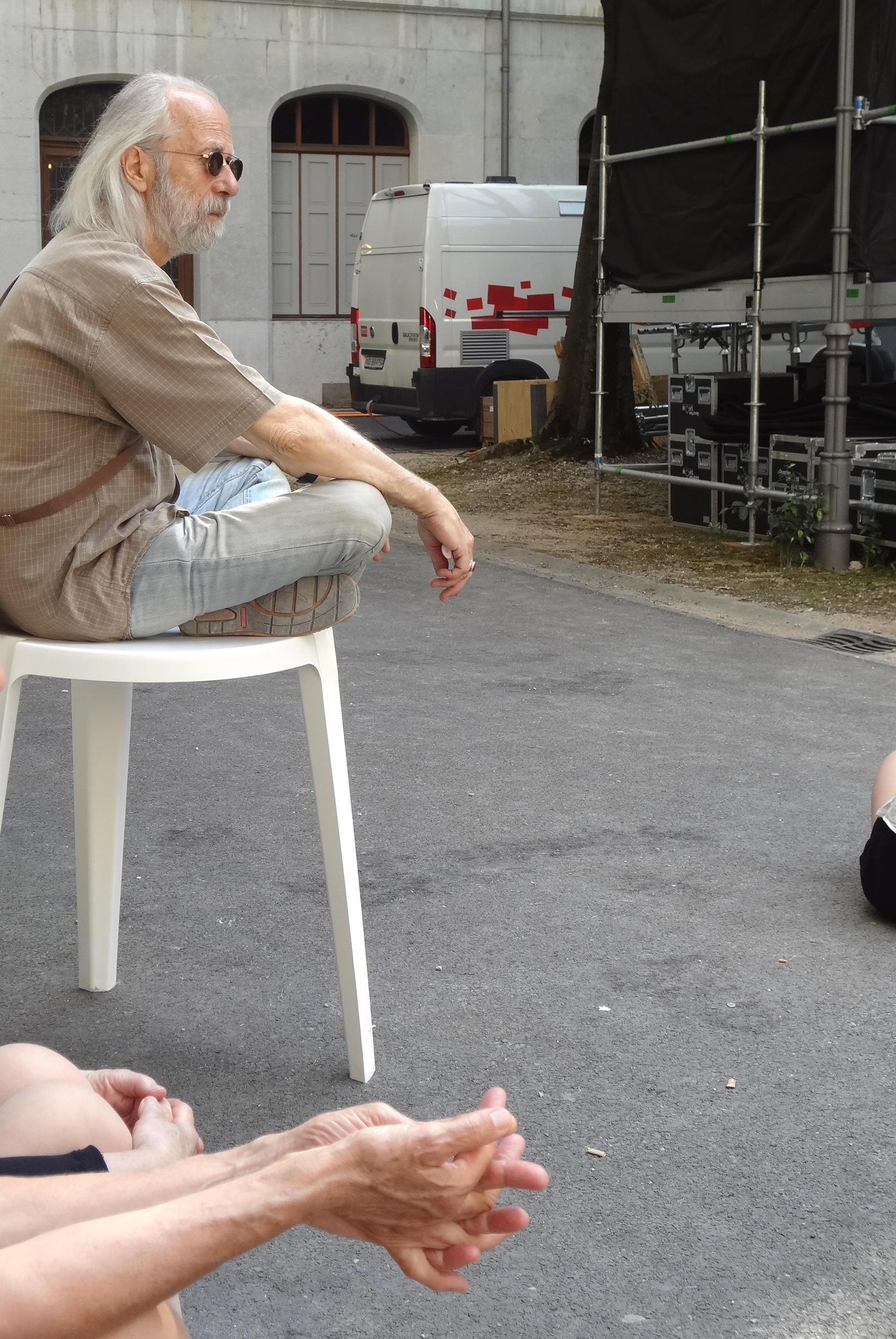
Laurent Aubert à la Fête de la musique 2017.

En 2015, Laurent Aubert, fondateur des ADEM, reçoit le prix « Culture et société » de la Ville de Genève . Cette distinction, qui le récompense pour l’ensemble de sa carrière, et notamment son action déterminante au sein de l’association, consacre également la contribution des ADEM au rayonnement de la Cité et au fameux esprit de Genève.

### 2018, le changement dans la continuité
En juillet 2018, la direction des ADEM est confiée à Fabrice Contri. Comme son prédécesseur, Fabrice Contri  présente le même profil mixte de chercheur, musicien et organisateur de concerts.  Membre du comité des ADEM depuis de nombreuses années, Fabrice Contri inscrit son projet artistique dans la continuité de celle de Laurent Aubert, et souhaite notamment renforcer les passerelles vers le monde académique et associatif.

## Activités

### Concerts et festivals
Les ADEM organisent chaque année de nombreux concerts et festivals thématiques. La plupart des spectacles sont complétés par des films, des conférences, des stages et des activités pour le jeune public. Les ADEM collaborent régulièrement avec l’AMR, dans le cadre de la série de concerts mensuels des « Vendredis de l’Ethno », la HEM ou le Musée d'ethnographie de Genève (MEG), qui accueille certains spectacles des ADEM dans son Auditorium. La plupart des spectacles du festival Les Nuits du Monde, organisé par les ADEM chaque automne, ont lieu dans la salle de l'Alhambra, une des scènes culturelles de la ville de Genève. Les ADEM sont aussi partenaires de nombreux événements de la vie culturelle genevoise, dont le festival Antigel ou les Aubes musicales aux Bains des Pâquis.

### Activités pédagogiques

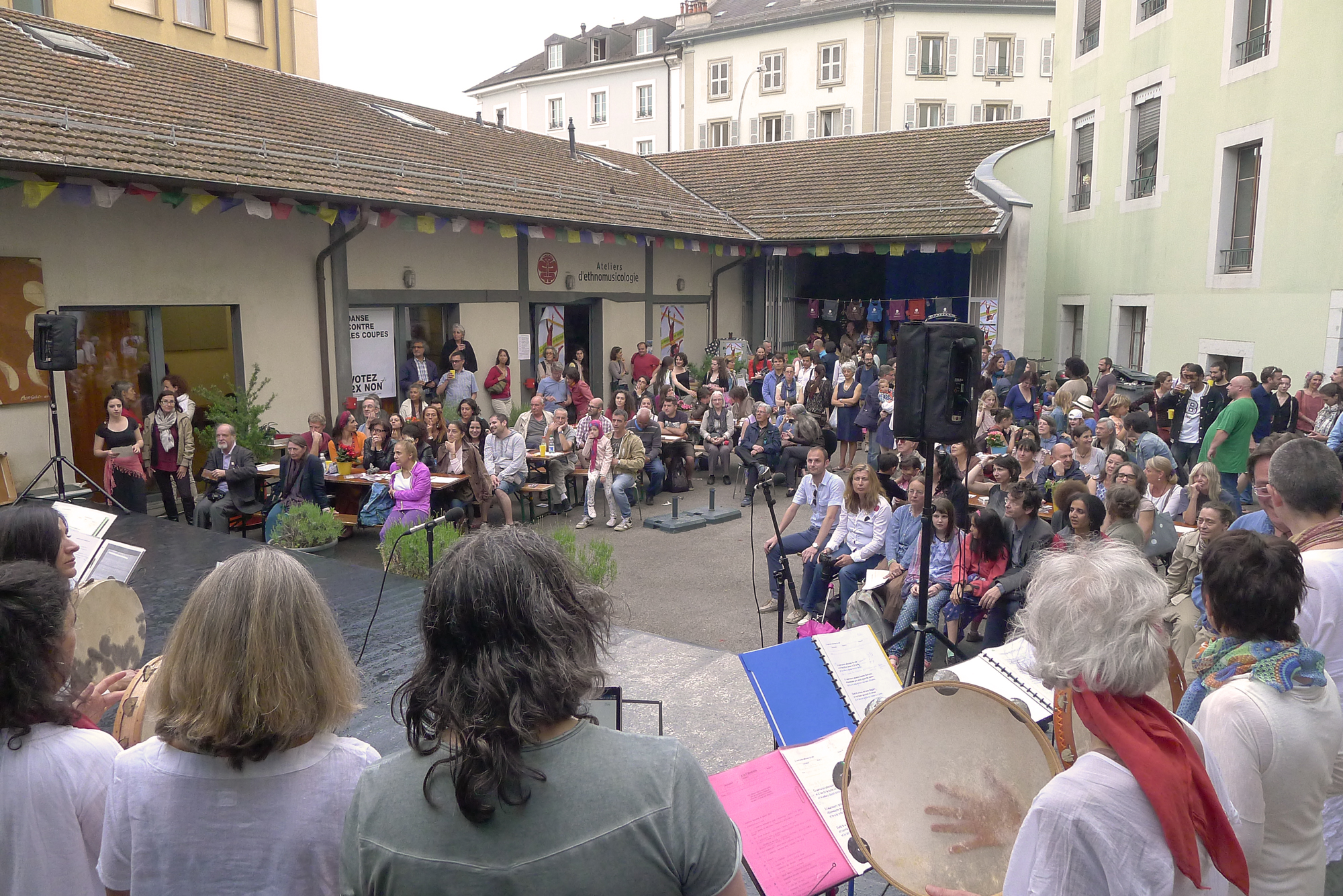
Démonstration des élèves dans la cour des ADEM, Journées Portes Ouvertes 2016.

Dès leur origine, les ADEM ont développé un secteur d’activités pédagogiques. Actuellement, ils assurent la coordination et la promotion de plus de quatre-vingt cours réguliers de pratique des musiques et danses du monde, individuels ou collectifs. Ils organisent également chaque année plusieurs stages avec des artistes invités et proposent des animations et des stages d’initiation en milieu scolaire. Cette activité serait « unique en Europe ».
Depuis 1995, et l‘Année de la diversité, les ADEM organisent « La Croisée des cultures », rebaptisé le "Village des Cultures" en 2022, un grand rendez-vous estival. Imaginé et coordonné par Astrid Stierlin, cofondatrice des ADEM, cet événement propose une semaine d’ateliers de chant, de pratique instrumentale et de danse du monde entier. Le Village des Cultures se veut un lieu de rencontres et d’échanges. Chaque année, la manifestation réunit une vingtaine d’enseignants et près de 300 élèves, petits et grands, débutants ou confirmés. L’événement se déroule dans divers lieux de la Ville de Genève, avec pour point central les locaux des ADEM. Les cours destinés aux adultes se déroulent sur deux heures par jour, soit entre midi et deux heures, soit en soirée, et ce, du lundi au samedi. Une quinzaine de disciplines provenant de tous les horizons géographiques sont proposées chaque année. Les enfants de 6 à 12 ans sont quant-à-eux pris en charge à la journée. Ils effectuent un voyage d’une semaine dans des contrées lointaines, avec pour fil conducteur la musique et la danse. Ces dernières années, les stages enfants ont eu pour thème les routes de la Soie, le Brésil, l’Afrique, Cuba ou encore la Mongolie. 

### Musiciens migrants
Les ADEM soutiennent de nombreux musiciens migrants, vivants en région genevoise. L’association encourage la production  locale, et en  particulier la professionnalisation  des  musiciens qui le  souhaitent et qui témoignent des qualités requises. Ce soutien se manifeste sous différentes formes : programmation, mise à disposition de locaux, promotion, animations scolaires, recommandation auprès d’organisateurs de concerts.

### Cahiers d'ethnomusicologie
Depuis 1988, les ADEM éditent les Cahiers d'ethnomusicologie, revue scientifique francophone à diffusion internationale. Initialement intitulés Cahiers de musiques traditionnelles, ils ont pris le nom de Cahiers d'ethnomusicologie en 2007. Depuis 1994, les Cahiers sont l’organe scientifique de la Société française d’ethnomusicologie (SFE). Chaque volume est centré sur un dossier thématique, auquel contribuent les meilleurs spécialistes de la discipline. Ces dossiers sont complétés par des rubriques d’intérêt général, entretiens, portraits et comptes rendus. Depuis 2011, la revue est disponible en ligne et en libre accès sur le portail OpenEdition Journals.

### Genève aux rythmes du monde
En 2018, à l'occasion du départ à la retraite de Laurent Aubert, l'ouvrage d'Arnaud Robert "Genève aux rythmes du monde" parue aux Editions Labor et Fides brosse en textes et en images un portrait critique et passionné des ADEM depuis leur création.

## Organisation
Association culturelle de droit suisse à but non lucratif, les ADEM sont dotés d’un comité constitué de huit membres. Au 10 octobre 2023, le comité était présidé par Thierry Wuarin, et comprenait Laurent Aubert, Angela Mancipe, Viviana Adaya, Miguel Camacho, Salvatore Meccio et Fanny Marquet.
Le bureau est composé de cinq employés à temps partiel.
Tous les professeurs des ADEM ainsi que leurs élèves sont membres de l’association. À ce titre, ils participent également à la définition des grandes orientations de l‘association.
Les locaux de l’ADEM se trouvent à la rue de Montbrillant, tout proche de l’Îlot 13 et du quartier des Grottes, derrière la gare Cornavin, et rue des Maraîchers, à côté du MEG.

## Collaborations
Les ADEM font partie de la Nouvelle Association du Courrier, l’association éditrice du quotidien genevois Le Courrier.